# Wadi al-Dawasir
Il Wādī al-Dawāsir (in arabo وادي الدواسر‎?) è una cittadina del Najd (Arabia Saudita), nella vallata dell'antico corso d'acqua del Dawāsir. È la madrepatria della tribù araba dei B. Dawāsir.
In età preislamica il vallone del fiume disseccato serviva a tracciare il territorio stepposo, scarso di altri punti di riferimento, e agevolava in modo fondamentale i viaggiatori che vi si muovevano per i più diversi motivi.
Il comune aveva una popolazione di 106 152 abitanti nel censimento del 2010. È divisa in tre principali quartieri, al-Nuwayma, al-Khamasīn e al-Lidam.

## Clima
Il Wādī al-Dawāsir ha un clima di tipo desertico (Köppen climate classification BWh).